# George Weah
George Tawlon Manneh Oppong Ousman Weah (Monrovia, 1 de octubre de 1966) es un exfutbolista y político liberiano que ejerció como presidente de la República de Liberia desde el 22 de enero de 2018 hasta el 22 de enero de 2024.
Inició su carrera deportiva como delantero centro en varios clubes africanos hasta que en 1988 fue contratado por el A. S. Mónaco por recomendación de Arsène Wenger. Allí permaneció cuatro temporadas hasta marcharse al Paris Saint-Germain, con el que ganó la liga 1993-94 y destacó a nivel internacional. En 1995 fue traspasado al A. C. Milan, en el que ganó dos scudettos. En sus últimos años pasó por Chelsea, Manchester City y Olympique de Marsella hasta retirarse en el Al-Jazira emiratí en 2003. Además fue internacional por la selección de Liberia.
Considerado uno de los mejores delanteros de la década de 1990 por su potencia física y su control del balón, obtuvo múltiples distinciones individuales. La más importante fue el Balón de Oro de 1995, hasta ahora el único logrado por un africano. Ese mismo año también fue votado Jugador Mundial de la FIFA. Además consiguió dos Balones de Oro de África (1989 y 1994), un premio al Futbolista del año en África y el galardón Once de Oro de 1995.
Tras retirarse en 2003 centró esfuerzos en su labor como embajador de Buena Voluntad de Unicef, labor que ya ocupaba como jugador. Sin embargo, a los pocos meses inició su carrera política en una Liberia que venía de superar una larga guerra civil. Sin experiencia en la materia, fundó el partido Congreso para el Cambio Democrático (CDC) con el que se presentaría a las primeras elecciones presidenciales de 2005. A pesar de haber sido el candidato más votado en primera vuelta, con un 28.27% de los sufragios, acabó cayendo derrotado por Ellen Johnson-Sirleaf en la segunda vuelta. Volvería a presentarse sin éxito en las elecciones generales de 2011, en esta ocasión como vicepresidente del candidato Winston Tubman. En las elecciones senatoriales de 2014, Weah se impuso ante el hijo de Sirleaf para ser elegido senador por Montserrado. Y en las elecciones de 2017, políticamente fortalecido y apoyado por una coalición electoral con el Partido Nacional Patriótico (NPP) de Jewel Taylor, resultó el candidato más votado tanto en primera como en segunda vuelta. Desde el 22 de enero de 2018 hasta el 22 de enero de 2024 fue presidente de la República de Liberia, siendo el primero del país en suceder al líder de un partido político distinto por medios constitucionales y pacíficos.

## Biografía
George Tawlon Manneh Oppong Ousman Weah nació el 1 de octubre de 1966 en un suburbio desfavorecido de la isla Bushrod conocido como "Clara Town" y situado a las afueras de Monrovia, la capital de Liberia. Tuvo doce hermanos y toda su familia pertenece a la etnia kru. Desde pequeño vivió en la pobreza y jugar al fútbol suponía una válvula de escape, aunque sus padres se negaron a que lo practicara. Siguiendo las costumbres de la etnia, encomendaron su crianza a la abuela paterna, Emma Klonjlaleh Brown.
Cursó estudios básicos en una escuela coránica y completó el instituto con éxito. Mientras disputaba el torneo liberiano, compatibilizaba el deporte con un trabajo de telefonista. Weah es cristiano metodista aunque también profesó el Islam durante diez años, para después regresar a su religión actual, y ha trabajado por la convivencia entre ambas creencias.
Su primo Christopher Wreh también fue futbolista profesional. Llegó al Mónaco en 1989 por recomendación del propio Weah y en 1997 se marchó al Arsenal F. C.
Durante la Primera Guerra Civil Liberiana, los hijos de Weah se criaron en Nueva York mientras él estaba en Francia. Para visitarlos, viajaba hasta EE. UU. en el avión supersónico Concorde. La familia que no pudo escapar al conflicto se vio afectada por la guerra; después de que Weah declarase en 1996 que la ONU debía hacerse cargo del país, se reportó que las tropas leales al entonces presidente liberiano Charles Taylor asaltaron su casa y violaron a dos de sus primas. Durante años Weah estuvo residiendo en Fort Lauderdale (Florida) y está casado con una estadounidense.
Weah tiene doble nacionalidad liberiana y estadounidense, pero en julio de 1993 también obtuvo el pasaporte francés para no ocupar plaza de extranjero con el Paris Saint-Germain. Dos de sus hijos, George Weah Junior (de una relación anterior) y Timothy Weah, son futbolistas y han formado parte de las categorías inferiores de la selección de Estados Unidos.

## Trayectoria deportiva

### Inicios como futbolista
Weah comenzó a jugar al fútbol en el Young Survivors of Clartown con 15 años. En 1985 debutó a nivel nacional en el Mighty Barrolle y un año después pasó a las filas del Invincible Eleven, en el que fue máximo goleador de la temporada: 24 goles en 23 encuentros. Tras estudiar distintas ofertas, en 1988 firmó un contrato semiprofesional por el Tonnerre Yaoundé de Camerún y mantuvo un buen registro anotador, con 14 goles en 18 partidos.

### Etapa en Francia
Sus buenas actuaciones llamaron la atención del seleccionador camerunés Claude Le Roy, quien le puso en contacto con Arsène Wenger, entrenador del A. S. Mónaco. El técnico quedó impresionado y le contrató para la temporada 1988-89 por 12 000 libras, cuando el liberiano tenía 22 años. Para que se acostumbrara a la competición de élite, le impuso un plan específico de entrenamiento y controló todos sus movimientos. El debut llegaría el 17 de agosto de 1988 contra el Auxerre, y a pesar de que no fue titular indiscutible en su primer año, formó una prolífica dupla de ataque con Glenn Hoddle. Su éxito deportivo contrastó con la preocupación por la situación política de Liberia, inmersa en una guerra civil: Weah invirtió buena parte de su sueldo en buscar refugio a familiares y amigos, se enfrentó al gobierno de su país y trasladó a su familia en Nueva York mientras él estaba en Francia.
En las cuatro temporadas que permaneció en Mónaco ganó la Copa de Francia de 1991 ante el Olympique de Marsella y llegó hasta la final de la Recopa de Europa 1991-92 que perdió frente al Werder Bremen alemán. En ese tiempo Weah destacó por ser un rematador veloz, potente y eficaz. Días después de disputar la final continental, confirmó su fichaje por el Paris Saint-Germain para la temporada 1992-93.
La etapa en París coincidió con una de las mejores épocas deportivas del PSG, que se estaba reforzando con estrellas galas para luchar por el título como Bernard Lama, David Ginola y el brasileño Raí. En 1992-93 fue el máximo goleador de su equipo y llegó hasta la semifinal de la Copa de la UEFA. Un año después se proclamó campeón de la Liga 1993-94 y en la Recopa de Europa volvió a caer en semifinales, esta vez frente al Arsenal. El estallido definitivo de Weah en el escenario internacional se dio en la Liga de Campeones 1994-95, en la que fue el máximo artillero con siete tantos. Los parisinos vencieron en cuartos de final al F. C. Barcelona, con un gol del liberiano en el Camp Nou, y fueron eliminados en semifinales ante el A. C. Milan.
Entre 1992 y 1995 anotó para el PSG un total de 55 goles en 137 partidos oficiales y ganó una Liga, dos Copas de Francia (1992-93 y 1994-95) y una Copa de la Liga (1995).

### A. C. Milan
En mayo de 1995 se confirmó su fichaje por el A. C. Milan para la temporada 1995-96, valorado en 11 000 millones de liras (7,5 millones de euros),  como sustituto del retirado Marco van Basten. Debutó en la Serie A el 27 de agosto frente al Padova con un gol a los seis minutos y una asistencia para el capitán Franco Baresi, y en su primera temporada cumplió las expectativas con 11 goles en 26 partidos, máximo artillero del equipo, que auparon a los suyos al título de liga. Como el técnico Fabio Capello jugaba con dos delanteros, tuvo que alternar su posición con Roberto Baggio y Marco Simone.
A finales de 1995 recibió cuatro premios internacionales. El más importante fue el Balón de Oro, el primero conseguido por un futbolista africano. Además fue nombrado Jugador Mundial de la FIFA 1995, jugador del año en África por la Confederación Africana de Fútbol y la revista gala Onze Mondial le otorgó el Once de Oro al mejor de Europa. Un año después quedó en segunda posición de la votación de la FIFA, por detrás de Ronaldo.
Durante cuatro temporadas se mantuvo como el delantero de referencia del Milan. Aunque las campañas 1996-97 y 1997-98 se saldaron con decepcionantes posiciones fuera de competiciones europeas, volvió a ser el máximo artillero de los rojinegros. No obstante, en el año 1998-99 consiguió su segunda liga, formando pareja de ataque con el alemán Oliver Bierhoff.
En 1999, ya con 33 años, perdió la titularidad por la llegada del ucraniano Andriy Shevchenko. En enero de 2000 fue cedido al Chelsea F. C. de la Premier League para obtener más minutos y fue titular en la final de la FA Cup, que los londinenses ganaron al Aston Villa. Tras esa cesión no renovó con los italianos, poniendo punto final a su trayectoria en San Siro. Durante las cinco temporadas que permaneció en el A. C. Milan disputó 116 encuentros oficiales y marcó 46 goles.

### Últimos años de carrera
En el ocaso de su carrera, priorizó sus participaciones con la selección de fútbol de Liberia por encima de su carrera de clubes, con el propósito de conseguir la clasificación para la Copa Mundial de Fútbol de 2002. Sin embargo, no lo logró por un solo punto de diferencia sobre Nigeria. En agosto del 2000 fichó como agente libre por el recién ascendido Manchester City, pero solo estuvo allí tres meses y no consolidó la titularidad. Sus desavenencias con el técnico Joe Royle provocaron que fuese traspasado por una temporada al Olympique de Marsella, con el que disputó 19 partidos y marcó 5 goles. Esas actuaciones no evitaron que el conjunto marsellés finalizase en decimoquinta posición, al borde de los puestos de descenso.
El delantero tuvo una última aparición internacional en la Copa Africana de Naciones 2002 como capitán de Liberia a los 36 años. Su último equipo fue el Al-Jazira de Emiratos Árabes Unidos, en el que permaneció hasta su retirada en agosto de 2003.
La leyenda brasileña Pelé le incluyó en 2004 en su lista "FIFA 100" de mejores futbolistas vivos de la historia.

## Selección nacional
Weah ha sido internacional por la selección de fútbol de Liberia en al menos 60 partidos oficiales y ha marcado 22 goles. Es el máximo artillero en la historia del combinado nacional.
Debutó con las "estrellas solitarias" en 1987 y participó con normalidad hasta el estallido de la guerra civil liberiana en 1989. En ese tiempo la actividad de la selección se vio alterada por el conflicto y por las sanciones internacionales. Regresó en 1994 y contribuyó a que el país se clasificase para la Copa Africana de Naciones 1996, de la que no superaron la fase de grupos.
Nunca pudo disputar la Copa Mundial de Fútbol, pero intentó que Liberia estuviese presente en tres ocasiones. La primera vez fue en la clasificatoria para el Mundial de 1990: superaron la primera ronda al derrotar a Ghana y terminaron segundos en la fase de grupos, por detrás de Egipto. Para la clasificación de la CAF de 1998 también pasaron a la fase de grupos, pero se vieron superados por el nivel de Túnez (clasificada) y Egipto.
Tiempo después, ya con 34 años, echó el resto para la fase del Mundial 2002 no solo como jugador, sino también como capitán, patrocinador y asistente del seleccionador Philippe Redon. Al final se quedaron a las puertas, en segunda posición a un solo punto del campeón de grupo. Los liberianos lideraban la clasificación hasta la última jornada, en la que Nigeria (vencedora final) derrotó a Ghana por 3:0.

### Estilo de juego

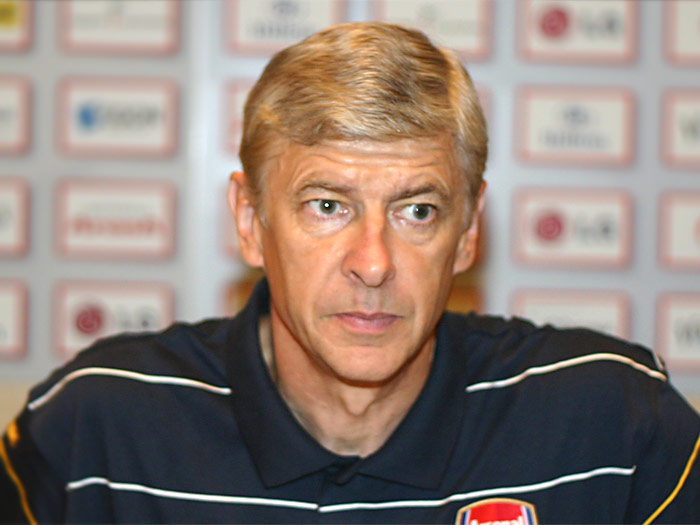
Arsène Wenger le fichó en 1988 para jugar en el A. S. Mónaco.

Se caracterizó por ser un delantero completo, fuerte y potente. Mantuvo una buena forma física hasta los últimos años de su carrera, lo que le permitió rendir en el A. C. Milan hasta los 32 años. A pesar de su altura era muy veloz y era habilidoso con el balón para finalizar e incluso iniciar las jugadas.
Uno de sus goles más característicos lo marcó contra el Hellas Verona: en el último minuto del partido arrancó desde su propia área, se marchó por velocidad y tras deshacerse de tres defensas batió al guardameta con un disparo seco.
El técnico de referencia fue Arsène Wenger, quien le fichó para el Mónaco por recomendación de Claude Le Roy. Wenger le definió como «una sorpresa. Igual que cuando un niño encuentra un huevo de chocolate el domingo de Pascua. No he visto a ningún otro jugador eclosionar como lo hizo él».

### Labor humanitaria
George Weah ha ejercido una destacada labor humanitaria en favor de Liberia, su país natal que estuvo azotado por dos guerras civiles. Colabora con Unicef desde 1994, cuando dio publicidad a las campañas de vacunación en su país, y es Embajador de Buena Voluntad desde 2004. Aunque se le suspendió temporalmente en 2005 por presentarse a las elecciones presidenciales del país, la relación entre ambas partes se ha mantenido y extendido a otros aspectos como la prevención del sida, promoción de escuelas de formación profesional, lucha contra el uso militar de niños y campañas de alfabetización.
En 1994 asumió el control de un club de fútbol liberiano, el Junior Professionals de Monrovia, en el que daba cobijo a niños con escasos recursos o provenientes de familias desestructuradas. Además de enseñarles el valor del fútbol, se procuraba que no abandonasen los estudios.; el único requisito para formar parte era no dejar el colegio. La entidad ganó la Premier League de Liberia en 1997 y de ella salieron internacionales como Zizi Roberts, Sunday Seah y Varmah Kpoto.
Por otro lado, en 1998 participó en el disco "Lively Up Africa", junto al cantautor Frisbie Omo Isibor y otros ocho jugadores africanos como Taribo West, Ibrahim Ba y Mohamed Kallon. La recaudación sirvió para financiar fondos escolares en cada uno de los estados que representaban.

## Estadísticas

### Clubes
| Club | Div.          | Temporada     | Liga  | Liga  | Copas Nacionales(1) | Copas Nacionales(1) | Copas Internacionales(2) | Copas Internacionales(2) | Total | Total | Media goleadora |
| Club | Div.          | Temporada     | Part. | Goles | Part.               | Goles               | Part.                    | Goles                    | Part. | Goles | Media goleadora |
| --- | ------------- | ------------- | ----- | ----- | ------------------- | ------------------- | ------------------------ | ------------------------ | ----- | ----- | --------------- |
| Mighty Barrolle Liberia |               |               |       |       |                     |                     |                          |                          |       |       |                 |
| 1.ª | 1985-86       | 10            | 7     | -     | -                   | -                   | -                        | 10                       | 7     | 0,70  |                 |
| Total club | Total club    | 10            | 7     | -     | -                   | -                   | -                        | 10                       | 7     | 0.70  |                 |
| Invincible Eleven Liberia |               |               |       |       |                     |                     |                          |                          |       |       |                 |
| 1.ª | 1986-87       | 23            | 24    | -     | -                   | -                   | -                        | 23                       | 24    | 1,04  |                 |
| Total club | Total club    | 23            | 24    | -     | -                   | -                   | -                        | 23                       | 24    | 1.04  |                 |
| Tonnerre Yaoundé Camerún |               |               |       |       |                     |                     |                          |                          |       |       |                 |
| 1.ª | 1987-88       | 18            | 14    | -     | -                   | -                   | -                        | 18                       | 14    | 0,78  |                 |
| Total club | Total club    | 18            | 14    | -     | -                   | -                   | -                        | 18                       | 14    | 0.78  |                 |
| A. S. Mónaco Francia |               |               |       |       |                     |                     |                          |                          |       |       |                 |
| 1.ª | 1988-89       | 23            | 14    | 10    | 1                   | 5                   | 2                        | 38                       | 17    | 0,45  |                 |
| 1.ª | 1989-90       | 17            | 5     | -     | -                   | 7                   | 3                        | 24                       | 8     | 0,33  |                 |
| 1.ª | 1990-91       | 29            | 10    | 6     | 5                   | 5                   | 3                        | 40                       | 18    | 0,45  |                 |
| 1.ª | 1991-92       | 34            | 18    | 4     | 1                   | 9                   | 4                        | 47                       | 23    | 0,49  |                 |
| Total club | Total club    | 103           | 47    | 20    | 7                   | 26                  | 12                       | 149                      | 66    | 0.44  |                 |
| París Saint-Germain Francia |               |               |       |       |                     |                     |                          |                          |       |       |                 |
| 1.ª | 1992-93       | 30            | 14    | 6     | 2                   | 9                   | 7                        | 45                       | 23    | 0,51  |                 |
| 1.ª | 1993-94       | 32            | 11    | 3     | 2                   | 5                   | 1                        | 40                       | 14    | 0,35  |                 |
| 1.ª | 1994-95       | 34            | 7     | 7     | 3                   | 11                  | 8                        | 52                       | 18    | 0,35  |                 |
| Total club | Total club    | 96            | 32    | 16    | 7                   | 25                  | 16                       | 137                      | 55    | 0.40  |                 |
| Milan · Italia |               |               |       |       |                     |                     |                          |                          |       |       |                 |
| 1.ª | 1995-96       | 26            | 11    | 3     | 1                   | 6                   | 3                        | 35                       | 15    | 0,43  |                 |
| 1.ª | 1996-97       | 28            | 13    | 3     | 0                   | 5                   | 3                        | 36                       | 16    | 0,44  |                 |
| 1.ª | 1997-98       | 24            | 10    | 8     | 3                   | -                   | -                        | 32                       | 13    | 0,41  |                 |
| 1.ª | 1998-99       | 26            | 8     | 4     | 1                   | -                   | -                        | 30                       | 9     | 0,30  |                 |
| 1.ª | 1999-00       | 10            | 4     | 3     | 0                   | 1                   | 1                        | 14                       | 5     | 0,36  |                 |
| Total club | Total club    | 114           | 46    | 21    | 5                   | 12                  | 7                        | 147                      | 58    | 0.39  |                 |
| Chelsea Inglaterra |               |               |       |       |                     |                     |                          |                          |       |       |                 |
| 1.ª | 1999-00       | 11            | 3     | 4     | 2                   | -                   | -                        | 15                       | 5     | 0,33  |                 |
| Total club | Total club    | 11            | 3     | 4     | 2                   | -                   | -                        | 15                       | 5     | 0.33  |                 |
| Manchester City Inglaterra |               |               |       |       |                     |                     |                          |                          |       |       |                 |
| 1.ª | 2000-01       | 7             | 1     | 2     | 3                   | -                   | -                        | 9                        | 4     | 0,44  |                 |
| Total club | Total club    | 7             | 1     | 2     | 3                   | -                   | -                        | 9                        | 4     | 0.44  |                 |
| Olympique de Marsella Francia |               |               |       |       |                     |                     |                          |                          |       |       |                 |
| 1.ª | 2000-01       | 19            | 5     | 1     | 0                   | -                   | -                        | 20                       | 5     | 0,25  |                 |
| Total club | Total club    | 19            | 5     | 1     | 0                   | -                   | -                        | 20                       | 5     | 0.25  |                 |
| Al-Jazira · EAU |               |               |       |       |                     |                     |                          |                          |       |       |                 |
| 1.ª | 2001-02       | 20            | 15    | -     | -                   | -                   | -                        | 20                       | 15    | 0,75  |                 |
| 1.ª | 2002-03       | 18            | 15    | -     | -                   | -                   | -                        | 18                       | 15    | 0,83  |                 |
| Total club | Total club    | 38            | 30    | -     | -                   | -                   | -                        | 38                       | 30    | 0.79  |                 |
| Total carrera | Total carrera | Total carrera | 401   | 209   | 64                  | 24                  | 63                       | 35                       | 528   | 268   | 0.51            |
| (1) Incluye Copa de Francia y Copa de la Liga (1994-1995); . (2) Incluye Recopa de Europa, Copa de la UEFA y Liga de Campeones de la UEFA. (3) No incluye goles en partidos amistosos. |               |               |       |       |                     |                     |                          |                          |       |       |                 |

## Palmarés

### Campeonatos nacionales
| Título          | Equipo              | País       | Año     |
| --------------- | ------------------- | ---------- | ------- |
| Liga de Liberia | Mighty Barrolle     | Liberia    | 1985-86 |
| Copa de Liberia | Mighty Barrolle     | Liberia    | 1985-86 |
| Liga de Liberia | Invincible Eleven   | Liberia    | 1986-87 |
| Copa de Francia | A. S. Mónaco        | Francia    | 1990-91 |
| Copa de Francia | París Saint-Germain | Francia    | 1992-93 |
| Ligue 1         | París Saint-Germain | Francia    | 1993-94 |
| Copa de Francia | París Saint-Germain | Francia    | 1994-95 |
| Copa de la Liga | París Saint-Germain | Francia    | 1995    |
| Serie A         | Milan               | Italia     | 1995-96 |
| Serie A         | Milan               | Italia     | 1998-99 |
| FA Cup          | Chelsea             | Inglaterra | 1999-00 |

### Distinciones personales
| Distinción                                        | Año     |
| ------------------------------------------------- | ------- |
| Balón de Oro africano                             | 1989    |
| Balón de Oro africano                             | 1994    |
| Máximo goleador de la Liga de Campeones (7 goles) | 1994-95 |
| Balón de Oro                                      | 1995    |
| Jugador Mundial de la FIFA                        | 1995    |
| Futbolista del año en África                      | 1995    |
| Once de oro                                       | 1995    |
| Miembro de la lista "FIFA 100"                    | 2004    |

## Trayectoria política
Al finalizar la Segunda guerra civil liberiana en 2005, Liberia organizó las primeras elecciones libres en décadas. George Weah anunció su intención de postular a la presidencia y creó un partido político, el Congreso para el Cambio Democrático (CDC), con apoyo de las clases más desfavorecidas y afectadas por el conflicto armado. Aunque Weah era una figura muy popular por su labor futbolística y humanitaria, se le recriminó su falta de formación y no estar preparado para dirigir un estado. Rivalizó en los comicios con Ellen Johnson Sirleaf, candidata del Partido de la Unidad (UP) y con formación académica en la Universidad de Harvard.
En la primera ronda el CDC fue el partido más apoyado, con el 28,3% de los votos frente al 19,8% del UP. Pero en la segunda vuelta, celebrada el 8 de noviembre, Sirleaf remontó y se impuso con dieciocho puntos porcentuales de ventaja (58,4% frente al 40,6%). El exfutbolista no reconoció los resultados y alegó fraude electoral, por lo que los partidarios del CDC salieron a las calles de Monrovia y se enfrentaron a la policía. Sin embargo, los observadores internacionales garantizaron la limpieza de los comicios. Al final cedió y saludó el nombramiento de su rival.
El gobierno de Liberia estableció la obligatoriedad de tener estudios superiores para postular a la presidencia. Aunque Weah alegó que obtuvo un grado en Dirección Deportiva en Londres, no era un título válido. Por esta razón se trasladó a Miami y cursó administración de empresas y criminología en la escuela superior Devry University. En las elecciones de 2011 renunció a liderar de nuevo el CDC en favor del diplomático Winston Tubman, aunque le acompañó como candidato a la vicepresidencia.
En 2014, se postuló para las elecciones al Senado como candidato del partido Congreso para el Cambio Democrático en el condado de Montserrado. Fue elegido el 20 de diciembre de 2014, recibiendo 99,226 votos, que representaron el 78 % del total de los votos.
En 2017 ganó las elecciones presidenciales de Liberia con un 61,5% de los votos en segunda vuelta.

## Presidencia

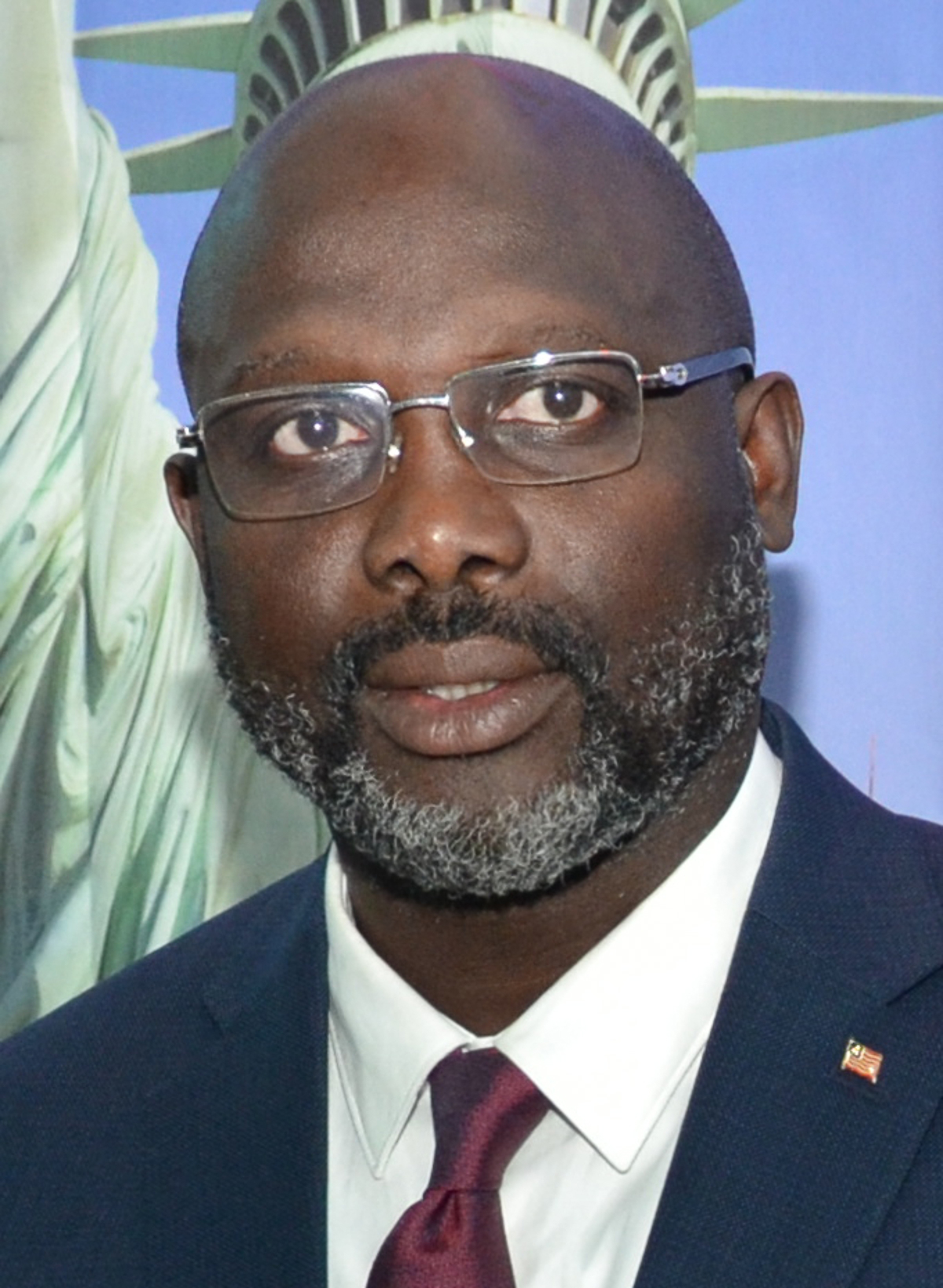
Weah en 2019

Weah tomó posesión de su cargo el 22 de enero de 2018, marcando la primera transición entre dos presidentes democráticamente electos en más de siete décadas, y la primera vez que dicha transición se realizaba entre dos presidentes de distintos partidos políticos desde la década de 1870. Citó luchar contra la corrupción, reformar la economía, combatir el analfabetismo y mejorar las condiciones de vida como los principales objetivos de su presidencia.

### Política nacional
El 29 de enero, en su primer discurso a su pueblo sobre el estado de la nación, redujo su salario y otros beneficios en un 25% con efecto inmediato, declarando: "con la evaluación que hice anteriormente de las malas condiciones de nuestra economía, creo que es apropiado que todos hagamos sacrificios en interés de nuestro país. De conformidad con el artículo 60 de la Constitución, los sueldos del presidente y el vicepresidente son establecidos por la Legislatura, y no puede ser aumentado o reducido durante el período para el cual son elegido. Sin embargo, en vista de la situación muy rápidamente deteriorada de la economía, les informo hoy, con efecto inmediato, que reduciré mi salario y beneficios en un 25% y devolveré los fondos al Fondo Consolidado para Asignación y Apropiación como ellos lo consideran apropiado".
Durante el mismo discurso, Weah declaró que introduciría una reforma constitucional para que los blancos puedan acceder a la nacionalidad liberiana y que los extranjeros puedan poseer tierras, citando que las disposiciones actuales eran "racistas e inapropiadas".

### Política exterior
Realizó su primera visita oficial fuera de África a Francia, reuniéndose con el presidente Emmanuel Macron. La reunión se centró en mejorar la relación entre los dos países y también buscó la ayuda francesa para un proyecto de desarrollo deportivo en África. A esta reunión también asistieron Didier Drogba, Kylian Mbappé y el presidente de la FIFA Gianni Infantino. El 25 de mayo de 2018, tras una reunión con el presidente Weah, el presidente de la Asociación de Fútbol de Liberia, Musa Bility, anunció que Liberia votaría por la candidatura norteamericana para la Copa Mundial de Fútbol 2026, contrario al resto de África, que votó por la candidatura de Marruecos.